# Kostel svatého Klimenta (Jasenice)
Kostel svatého Klimenta je filiální kostel římskokatolické farnosti Jinošov, nachází se na návrší asi 250 metrů východně od obce Jasenice, kostel stojí uprostřed hřbitova. Kostel je pozdně románskou jednolodní stavbou s pravoúhlým závěrem kněžiště, součástí kostela je hranolová věž s bedněným patrem se zvony. Na věži je umístěna plechová podobizna svatého Klimenta. Kostel je chráněn jako kulturní památka České republiky. Kostelní loď má rozměry 8,5 x 6,15 metru, má plochý strop a silné zdivo.

## Historie
Kostel byl postaven přibližně ve 13. století, nicméně v legendě se tvrdí, že v něm kázali již sv. Cyril a Metoděj při své cestě na Moravu. Koncem 15. století byl kostel přestavěn a opraven, v polovině 16. století byla ke kostelu přistavěna věž. V roce 1649 zanikla farnost při kostele v Jasenici a kostel byl přifařen k Velkému Meziříčí. Na konci 17. století byl v kostele vytvořen nový oltář. Kostel byl nadále rekonstruován v letech 1802 a 1844, kdy byla ke kostelu přistavěna sakristie, obnoveny dřevěné části věže a rozšířena okna v kostelní lodi. Roku 1906 byl kostel rekonstruován a byly objeveny historické nápisy a rodové znaky. V době první světové války byl zvon rekvírován, později dne 4. června 1933 byl pořízen zvon nový, ten však byl opět během druhé světové války rekvírován a nahrazen pak již nebyl.
Ve věži kostela jsou umístěny dva zvony, první z poloviny 15. století a druhý z roku 1488.